# Giro d'Itàlia de 2025
El Giro d'Itàlia de 2025 és la 108a edició del Giro d'Itàlia. Tingué inici el 9 de maig a Durrës (Albània) i finalitzarà l'1 de juny a Roma. Aquesta edició té un recorregut total de 3443,3 quilòmetres repartits entre 21 etapes. La cursa és la primera de les anomenades Grans Voltes de la temporada i és el 22è esdeveniment anual de l'UCI World Tour 2025.

## Equips
Hi participen un total de 23 equips, 18 de la categoria UCI World Team i 5 de la categoria UCI Pro Team.
| WorldTeams (18)- Alpecin-Deceuninck - Arkéa-B&B Hotels - Bahrain-Victorious - Cofidis - Decathlon AG2R La Mondiale Team - EF Education-EasyPost - Groupama-FDJ - Ineos Grenadiers - Intermarché-Wanty - Team Jayco AlUla - Lidl-Trek - Movistar Team - Red Bull-BORA-hansgrohe - Soudal Quick-Step - Team Picnic-PostNL - UAE Team Emirates XRG - Team Visma \| Lease a Bike - XDS Astana Team ProTeams (5)- Israel-Premier Tech - Q36.5 Pro Cycling Team - Team Polti VisitMalta - Tudor Pro Cycling Team - VF Group-Bardiani CSF-Faizanè |
| |

## Etapes
En aquesta edició està previst que els esportistes recorrin 3443,3 quilòmetres repartits entre 21 etapes.
| Etapa     | Data       | Ciutats d'etapa                     | type                      | Distància (km) | Desnivell (m) | Vencedor de l'etapa        | Líder de la general |
| --------- | ---------- | ----------------------------------- | ------------------------- | -------------- | ------------- | -------------------------- | ------------------- |
| 1a etapa  | 9 de maig  | Durrës – Tirana                     | etapa accidentada         | 160            | 1.800 m       | Mads Pedersen              | Mads Pedersen       |
| 2a etapa  | 10 de maig | Tirana – Tirana                     | contrarellotge individual | 13,7           | 150 m         | Joshua Tarling             | Primož Roglič       |
| 3a etapa  | 11 de maig | Vlorë – Vlorë                       | etapa accidentada         | 160            | 2.800 m       | Mads Pedersen              | Mads Pedersen       |
| 4a etapa  | 13 de maig | Alberobello – Lecce                 | etapa plana               | 189            | 800 m         | Casper van Uden            | Mads Pedersen       |
| 5a etapa  | 14 de maig | Ceglie Messapica – Matera           | etapa accidentada         | 151            | 1.550 m       | Mads Pedersen              | Mads Pedersen       |
| 6a etapa  | 15 de maig | Potenza – Nàpols                    | etapa accidentada         | 227            | 2.600 m       | Kaden Groves               | Mads Pedersen       |
| 7a etapa  | 16 de maig | Castel di Sangro – Tagliacozzo      | etapa de muntanya         | 168            | 3.500 m       | Juan Ayuso Pesquera        | Primož Roglič       |
| 8a etapa  | 17 de maig | Giulianova – Castelraimondo         | etapa de mitja muntanya   | 197            | 3.800 m       | Lucas Plapp                | Diego Ulissi        |
| 9a etapa  | 18 de maig | Gubbio – Siena                      | etapa accidentada         | 181            | 2.500 m       | Wout van Aert              | Isaac del Toro      |
| 10a etapa | 20 de maig | Lucca – Pisa                        | contrarellotge individual | 28,6           | 150 m         | Daan Hoole                 | Isaac del Toro      |
| 11a etapa | 21 de maig | Viareggio – Castelnovo ne' Monti    | etapa de mitja muntanya   | 186            | 3.850 m       | Richard Carapaz Montenegro | Isaac del Toro      |
| 12a etapa | 22 de maig | Mòdena – Viadana                    | etapa accidentada         | 172            | 1.700 m       | Olav Kooij                 | Isaac del Toro      |
| 13a etapa | 23 de maig | Rovigo – Vicenza                    | etapa accidentada         | 180            | 1.600 m       | Mads Pedersen              | Isaac del Toro      |
| 14a etapa | 24 de maig | Treviso – Nova Gorica               | etapa plana               | 195            | 1.100 m       | Kasper Asgreen             | Isaac del Toro      |
| 15a etapa | 25 de maig | Fiume Veneto – Asiago               | etapa de muntanya         | 219            | 3.900 m       | Carlos Verona Quintanilla  | Isaac del Toro      |
| 16a etapa | 27 de maig | Piazzola sul Brenta – San Valentino | etapa de muntanya         | 203            | 4.900 m       | Cristian Scaroni           | Isaac del Toro      |
| 17a etapa | 28 de maig | San Michele all'Adige – Bormio      | etapa de muntanya         | 155            | 3.800 m       | Isaac del Toro             | Isaac del Toro      |
| 18a etapa | 29 de maig | Morbegno – Cesano Maderno           | etapa accidentada         | 144            | 1.800 m       | Nico Denz                  | Isaac del Toro      |
| 19a etapa | 30 de maig | Biella – Champoluc                  | etapa de muntanya         | 166            | 4.950 m       | Nicolas Prodhomme          | Isaac del Toro      |
| 20a etapa | 31 de maig | Verrès – Sestrieras                 | etapa de muntanya         | 205            | 4.500 m       | Chris Harper               | Simon Yates         |
| 21a etapa | 1 de juny  | Roma – Roma                         | etapa plana               | 143            | 600 m         | Olav Kooij                 | Simon Yates         |

## Participants
Un total de 228 ciclistes participaren a la prova. Alguns dels favorits per guanyar aquesta edició són Primoz Roglic, Juan Ayuso, Adam Yates, Antonio Tiberi o Mikel Landa. Aquest darrer va haver de renunciar a continuar la cursa després de patir una greu caiguda que li provocà una fractura de la vèrtebra T11 en el transcurs de la primera etapa.
| Red Bull-Bora-Hansgrohe RBH                           | Red Bull-Bora-Hansgrohe RBH  | Red Bull-Bora-Hansgrohe RBH |
| ----------------------------------------------------- | ---------------------------- | --------------------------- |
| Núm                                                   | Ciclista                     | Pos                         |
| 1                                                     | Primož Roglič (SLO)          | DNF-16                      |
| 2                                                     | Giovanni Aleotti (ITA)       | 59è                         |
| 3                                                     | Nico Denz (GER)              | 122è                        |
| 4                                                     | Jai Hindley (AUS)            | DNF-6                       |
| 5                                                     | Daniel Martínez Poveda (COL) | 53è                         |
| 6                                                     | Gianni Moscon (ITA)          | 121è                        |
| 7                                                     | Giulio Pellizzari (ITA)      | 6è                          |
| 8                                                     | Jan Tratnik (SLO)            | 83è                         |
| Director esportiu: Christian Pömer, Heinrich Haussler |                              |                             |

| Alpecin-Deceuninck ADC                              | Alpecin-Deceuninck ADC      | Alpecin-Deceuninck ADC |
| --------------------------------------------------- | --------------------------- | ---------------------- |
| Núm                                                 | Ciclista                    | Pos                    |
| 11                                                  | Kaden Groves (AUS)          | 107è                   |
| 12                                                  | Quinten Hermans (BEL)       | 85è                    |
| 13                                                  | Juri Hollmann (GER)         | DNF-6                  |
| 14                                                  | Jimmy Janssens (BEL)        | 118è                   |
| 15                                                  | Timo Kielich (BEL)          | 86è                    |
| 16                                                  | Edward Planckaert (BEL)     | 102è                   |
| 17                                                  | Fabio Van den Bossche (BEL) | 100è                   |
| 18                                                  | Jensen Plowright (AUS)      | 158è                   |
| Director esportiu: Gianni Meersman, Jens Keukeleire |                             |                        |

| Arkéa-B&B Hotels ARK                                | Arkéa-B&B Hotels ARK          | Arkéa-B&B Hotels ARK |
| --------------------------------------------------- | ----------------------------- | -------------------- |
| Núm                                                 | Ciclista                      | Pos                  |
| 21                                                  | Alessandro Verre (ITA)        | 104è                 |
| 22                                                  | Giosuè Epis (ITA)             | 135è                 |
| 23                                                  | Simon Guglielmi (FRA)         | 94è                  |
| 24                                                  | Laurens Huys (BEL)            | 109è                 |
| 25                                                  | Luca Mozzato (ITA)            | 138è                 |
| 26                                                  | Michel Ries (LUX)             | NP-7                 |
| 27                                                  | Embret Svestad-Bårdseng (NOR) | 22è                  |
| 28                                                  | Martin Tjøtta (NOR)           | 49è                  |
| Director esportiu: Arnaud Gérard, Sébastien Hinault |                               |                      |

| Bahrain Victorious TBV                                | Bahrain Victorious TBV              | Bahrain Victorious TBV |
| ----------------------------------------------------- | ----------------------------------- | ---------------------- |
| Núm                                                   | Ciclista                            | Pos                    |
| 31                                                    | Antonio Tiberi (ITA)                | 17è                    |
| 32                                                    | Peio Bilbao López de Armentia (ESP) | 30è                    |
| 33                                                    | Damiano Caruso (ITA)                | 5è                     |
| 34                                                    | Afonso Eulálio (POR)                | DNF-19                 |
| 35                                                    | Matevž Govekar (SLO)                | 142è                   |
| 36                                                    | Fran Miholjević (CRO)               | 113è                   |
| 37                                                    | Andrea Pasqualon (ITA)              | DNF-9                  |
| 38                                                    | Edoardo Zambanini (ITA)             | 27è                    |
| Director esportiu: Gorazd Štangelj, Franco Pellizotti |                                     |                        |

| Cofidis COF                                                    | Cofidis COF                    | Cofidis COF |
| -------------------------------------------------------------- | ------------------------------ | ----------- |
| Núm                                                            | Ciclista                       | Pos         |
| 41                                                             | Milan Fretin (BEL)             | NP-16       |
| 42                                                             | Nicolas Debeaumarché (FRA)     | 140è        |
| 43                                                             | Jonathan Lastra Martínez (ESP) | 65è         |
| 44                                                             | Jan Maas (NED)                 | 139è        |
| 45                                                             | Sylvain Moniquet (BEL)         | 71è         |
| 46                                                             | Stefano Oldani (ITA)           | 67è         |
| 47                                                             | Anthony Perez (FRA)            | 124è        |
| 48                                                             | Sergio Samitier (ESP)          | 52è         |
| Director esportiu: Roberto Damiani, Gorka Gerrikagoitia Arrien |                                |             |

| Decathlon-AG2R La Mondiale DAT                 | Decathlon-AG2R La Mondiale DAT | Decathlon-AG2R La Mondiale DAT |
| ---------------------------------------------- | ------------------------------ | ------------------------------ |
| Núm                                            | Ciclista                       | Pos                            |
| 51                                             | Sam Bennett (IRL)              | 145è                           |
| 52                                             | Geoffrey Bouchard (FRA)        | DNF-1                          |
| 53                                             | Dries De Bondt (BEL)           | 128è                           |
| 54                                             | Stan Dewulf (BEL)              | 111è                           |
| 55                                             | Dorian Godon (FRA)             | 84è                            |
| 56                                             | Tord Gudmestad (NOR)           | 134è                           |
| 57                                             | Nicolas Prodhomme (FRA)        | 15è                            |
| 58                                             | Andrea Vendrame (ITA)          | 35è                            |
| Director esportiu: Luke Roberts, Didier Jannel |                                |                                |

| EF Education-EasyPost EFE                                  | EF Education-EasyPost EFE        | EF Education-EasyPost EFE |
| ---------------------------------------------------------- | -------------------------------- | ------------------------- |
| Núm                                                        | Ciclista                         | Pos                       |
| 61                                                         | Richard Carapaz Montenegro (ECU) | 3r                        |
| 62                                                         | Kasper Asgreen (DEN)             | 115è                      |
| 63                                                         | Alexander Cepeda (ECU)           | 51è                       |
| 64                                                         | Owain Doull (GBR)                | 110è                      |
| 65                                                         | Mikkel Frølich Honoré (DEN)      | 79è                       |
| 66                                                         | Darren Rafferty (IRL) (ruta)     | 87è                       |
| 67                                                         | James Shaw (GBR)                 | 76è                       |
| 68                                                         | Georg Steinhauser (GER)          | 74è                       |
| Director esportiu: Matti Breschel, Juan Manuel Gárate Cepa |                                  |                           |

| Groupama-FDJ GFC                                     | Groupama-FDJ GFC           | Groupama-FDJ GFC |
| ---------------------------------------------------- | -------------------------- | ---------------- |
| Núm                                                  | Ciclista                   | Pos              |
| 71                                                   | David Gaudu (FRA)          | 66è              |
| 72                                                   | Sven Erik Bystrøm (NOR)    | 130è             |
| 73                                                   | Clément Davy (FRA)         | 137è             |
| 74                                                   | Kevin Geniets (LUX) (ruta) | 33è              |
| 75                                                   | Lorenzo Germani (ITA)      | 63è              |
| 76                                                   | Quentin Pacher (FRA)       | 64è              |
| 77                                                   | Enzo Paleni (FRA)          | 112è             |
| 78                                                   | Rémy Rochas (FRA)          | 39è              |
| Director esportiu: Thierry Bricaud, Stéphane Goubert |                            |                  |

| Ineos Grenadiers IGD                                | Ineos Grenadiers IGD                   | Ineos Grenadiers IGD |
| --------------------------------------------------- | -------------------------------------- | -------------------- |
| Núm                                                 | Ciclista                               | Pos                  |
| 81                                                  | Egan Bernal Gómez (COL) (ruta i crono) | 7è                   |
| 82                                                  | Thymen Arensman (NED)                  | 29è                  |
| 83                                                  | Jonathan Castroviejo Nicolás (ESP)     | 61è                  |
| 84                                                  | Lucas Hamilton (AUS)                   | 103è                 |
| 85                                                  | Kim Heiduk (GER)                       | 114è                 |
| 86                                                  | Brandon Rivera (COL)                   | NP-14                |
| 87                                                  | Joshua Tarling (GBR) (crono)           | DNF-16               |
| 88                                                  | Ben Turner (GBR)                       | 120è                 |
| Director esportiu: Zakkari Dempster, Leonardo Basso |                                        |                      |

| Intermarché-Wanty IWA                           | Intermarché-Wanty IWA    | Intermarché-Wanty IWA |
| ----------------------------------------------- | ------------------------ | --------------------- |
| Núm                                             | Ciclista                 | Pos                   |
| 91                                              | Louis Meintjes (RSA)     | 18è                   |
| 92                                              | Francesco Busatto (ITA)  | 99è                   |
| 93                                              | Kevin Colleoni (ITA)     | 108è                  |
| 94                                              | Simone Petilli (ITA)     | 60è                   |
| 95                                              | Dion Smith (NZL)         | DNF-6                 |
| 96                                              | Gerben Thijssen (BEL)    | 157è                  |
| 97                                              | Taco van der Hoorn (NED) | 155è                  |
| 98                                              | Gijs Van Hoecke (BEL)    | 153è                  |
| Director esportiu: Dimitri Claeys, Bart Wellens |                          |                       |

| Israel-Premier Tech IPT                                 | Israel-Premier Tech IPT | Israel-Premier Tech IPT |
| ------------------------------------------------------- | ----------------------- | ----------------------- |
| Núm                                                     | Ciclista                | Pos                     |
| 101                                                     | Derek Gee (CAN)         | 4t                      |
| 102                                                     | Simon Clarke (AUS)      | 117è                    |
| 103                                                     | Marco Frigo (ITA)       | 28è                     |
| 104                                                     | Jakob Fuglsang (DEN)    | 81è                     |
| 105                                                     | Jan Hirt (CZE)          | NP-7                    |
| 106                                                     | Hugo Houle (CAN)        | 62è                     |
| 107                                                     | Nick Schultz (AUS)      | 106è                    |
| 109                                                     | Corbin Strong (NZL)     | 96è                     |
| Director esportiu: Sam Bewley, Jonathan Patrick McCarty |                         |                         |

| Lidl-Trek LTK                                                  | Lidl-Trek LTK                   | Lidl-Trek LTK |
| -------------------------------------------------------------- | ------------------------------- | ------------- |
| Núm                                                            | Ciclista                        | Pos           |
| 111                                                            | Giulio Ciccone (ITA)            | NP-15         |
| 112                                                            | Daan Hoole (NED) (crono)        | 119è          |
| 113                                                            | Patrick Konrad (AUT)            | 73è           |
| 114                                                            | Søren Kragh Andersen (DEN)      | NP-5          |
| 115                                                            | Jacopo Mosca (ITA)              | 126è          |
| 116                                                            | Mads Pedersen (DEN)             | 90è           |
| 117                                                            | Mathias Vacek (CZE) (crono)     | 57è           |
| 118                                                            | Carlos Verona Quintanilla (ESP) | 54è           |
| Director esportiu: Kim Andersen, Maxime Monfort, Michael Schär |                                 |               |

| Movistar Team MOV                      | Movistar Team MOV                   | Movistar Team MOV |
| -------------------------------------- | ----------------------------------- | ----------------- |
| Núm                                    | Ciclista                            | Pos               |
| 121                                    | Nairo Quintana Rojas (COL)          | 25è               |
| 122                                    | Orluis Aular Sanabria (VEN) (crono) | 101è              |
| 123                                    | Jon Barrenetxea (ESP)               | 92è               |
| 124                                    | Jefferson Cepeda (ECU) (crono)      | 34è               |
| 125                                    | Davide Formolo (ITA)                | 45è               |
| 126                                    | Lorenzo Milesi (ITA)                | 88è               |
| 127                                    | Einer Rubio (COL)                   | 8è                |
| 128                                    | Albert Torres Barceló (ESP)         | 127è              |
| Director esportiu: Maximilian Sciandri |                                     |                   |

| Q36.5 Pro Cycling Team Q36                        | Q36.5 Pro Cycling Team Q36  | Q36.5 Pro Cycling Team Q36 |
| ------------------------------------------------- | --------------------------- | -------------------------- |
| Núm                                               | Ciclista                    | Pos                        |
| 131                                               | Thomas Pidcock (GBR)        | 16è                        |
| 132                                               | Xabier Mikel Azparren (ESP) | 125è                       |
| 133                                               | Mark Donovan (GBR)          | 55è                        |
| 134                                               | Damien Howson (AUS)         | 46è                        |
| 135                                               | Emīls Liepiņš (LAT) (ruta)  | 131è                       |
| 136                                               | Matteo Moschetti (ITA)      | 152è                       |
| 137                                               | Milan Vader (NED)           | 80è                        |
| 138                                               | Nickolas Zukowsky (CAN)     | DNF-4                      |
| Director esportiu: Gabriele Missaglia, Jens Zemke |                             |                            |

| Soudal Quick-Step SOQ                              | Soudal Quick-Step SOQ     | Soudal Quick-Step SOQ |
| -------------------------------------------------- | ------------------------- | --------------------- |
| Núm                                                | Ciclista                  | Pos                   |
| 141                                                | Mikel Landa Meana (ESP)   | DNF-1                 |
| 142                                                | Mattia Cattaneo (ITA)     | 44è                   |
| 143                                                | Josef Černý (CZE)         | 132è                  |
| 144                                                | Gianmarco Garofoli (ITA)  | 31è                   |
| 145                                                | Ethan Hayter (GBR) (ruta) | 136è                  |
| 146                                                | James Knox (GBR)          | 19è                   |
| 147                                                | Luke Lamperti (USA)       | 146è                  |
| 148                                                | Paul Magnier (FRA)        | NP-16                 |
| Director esportiu: Davide Bramati, Geert Van Bondt |                           |                       |

| Team Jayco AlUla JAY                              | Team Jayco AlUla JAY      | Team Jayco AlUla JAY |
| ------------------------------------------------- | ------------------------- | -------------------- |
| Núm                                               | Ciclista                  | Pos                  |
| 151                                               | Chris Harper (AUS)        | 23è                  |
| 152                                               | Koen Bouwman (NED)        | NP-9                 |
| 153                                               | Davide De Pretto (ITA)    | 77è                  |
| 154                                               | Paul Double (GBR)         | 98è                  |
| 155                                               | Felix Engelhardt (GER)    | 82è                  |
| 156                                               | Michael Hepburn (AUS)     | 143è                 |
| 157                                               | Lucas Plapp (AUS) (crono) | DNF-17               |
| 158                                               | Filippo Zana (ITA)        | 58è                  |
| Director esportiu: David McPartland, Valerio Piva |                           |                      |

| Team Picnic-PostNL TPP                                   | Team Picnic-PostNL TPP    | Team Picnic-PostNL TPP |
| -------------------------------------------------------- | ------------------------- | ---------------------- |
| Núm                                                      | Ciclista                  | Pos                    |
| 161                                                      | Romain Bardet (FRA)       | 26è                    |
| 162                                                      | Alexander Edmondson (AUS) | 148è                   |
| 163                                                      | Chris Hamilton (AUS)      | 47è                    |
| 164                                                      | Gijs Leemreize (NED)      | 43è                    |
| 165                                                      | Niklas Märkl (GER)        | 156è                   |
| 166                                                      | Max Poole (GBR)           | 11è                    |
| 167                                                      | Casper van Uden (NED)     | 150è                   |
| 168                                                      | Bram Welten (NED)         | DNF-7                  |
| Director esportiu: Matthew Winston, Christian Guiberteau |                           |                        |

| Team Polti VisitMalta PTV                                    | Team Polti VisitMalta PTV   | Team Polti VisitMalta PTV |
| ------------------------------------------------------------ | --------------------------- | ------------------------- |
| Núm                                                          | Ciclista                    | Pos                       |
| 171                                                          | Davide Piganzoli (ITA)      | 14è                       |
| 172                                                          | Davide Bais (ITA)           | 97è                       |
| 173                                                          | Mattia Bais (ITA)           | 69è                       |
| 174                                                          | Giovanni Lonardi (ITA)      | 129è                      |
| 175                                                          | Mirco Maestri (ITA)         | 93è                       |
| 176                                                          | Francisco Muñoz Llana (ESP) | 144è                      |
| 177                                                          | Andrea Pietrobon (ITA)      | 141è                      |
| 178                                                          | Alessandro Tonelli (ITA)    | 48è                       |
| Director esportiu: Stefano Zanatta, Jesús Hernández Blázquez |                             |                           |

| Team Visma \| Lease a Bike TVL                           | Team Visma \| Lease a Bike TVL | Team Visma \| Lease a Bike TVL |
| -------------------------------------------------------- | ------------------------------ | ------------------------------ |
| Núm                                                      | Ciclista                       | Pos                            |
| 181                                                      | Wout van Aert (BEL)            | 72è                            |
| 182                                                      | Edoardo Affini (ITA) (crono)   | 133è                           |
| 183                                                      | Wilco Kelderman (NED)          | 37è                            |
| 184                                                      | Olav Kooij (NED)               | 149è                           |
| 185                                                      | Steven Kruijswijk (NED)        | 38è                            |
| 186                                                      | Bart Lemmen (NED)              | 42è                            |
| 187                                                      | Dylan van Baarle (NED)         | 95è                            |
| 188                                                      | Simon Yates (GBR)              | 1r                             |
| Director esportiu: Marc Reef, Addy Engels, Jesper Mørkøv |                                |                                |

| Tudor Pro Cycling Team TUD                       | Tudor Pro Cycling Team TUD | Tudor Pro Cycling Team TUD |
| ------------------------------------------------ | -------------------------- | -------------------------- |
| Núm                                              | Ciclista                   | Pos                        |
| 191                                              | Michael Storer (AUS)       | 10è                        |
| 192                                              | Marco Brenner (GER) (ruta) | DNF-19                     |
| 193                                              | Alexander Krieger (GER)    | 159è                       |
| 194                                              | Rick Pluimers (NED)        | 105è                       |
| 195                                              | Florian Stork (GER)        | 20è                        |
| 196                                              | Yannis Voisard (SUI)       | 32è                        |
| 197                                              | Lawrence Warbasse (USA)    | 68è                        |
| 198                                              | Maikel Zijlaard (NED)      | 154è                       |
| Director esportiu: Matteo Tosatto, Claudio Cozzi |                            |                            |

| UAE Team Emirates XRG UAD                      | UAE Team Emirates XRG UAD     | UAE Team Emirates XRG UAD |
| ---------------------------------------------- | ----------------------------- | ------------------------- |
| Núm                                            | Ciclista                      | Pos                       |
| 201                                            | Juan Ayuso Pesquera (ESP)     | DNF-18                    |
| 202                                            | Igor Arrieta (ESP)            | 36è                       |
| 203                                            | Filippo Baroncini (ITA)       | 78è                       |
| 204                                            | Isaac del Toro (MEX)          | 2n                        |
| 205                                            | Rafał Majka (POL)             | 13è                       |
| 206                                            | Brandon McNulty (USA) (crono) | 9è                        |
| 207                                            | Jay Vine (AUS)                | DNF-17                    |
| 208                                            | Adam Yates (GBR)              | 12è                       |
| Director esportiu: Fabio Baldato, Manuele Mori |                               |                           |

| VF Group-Bardiani CSF-Faizanè VBF                       | VF Group-Bardiani CSF-Faizanè VBF | VF Group-Bardiani CSF-Faizanè VBF |
| ------------------------------------------------------- | --------------------------------- | --------------------------------- |
| Núm                                                     | Ciclista                          | Pos                               |
| 211                                                     | Filippo Fiorelli (ITA)            | 89è                               |
| 212                                                     | Luca Covili (ITA)                 | 70è                               |
| 213                                                     | Filippo Magli (ITA)               | 116è                              |
| 214                                                     | Martin Marcellusi (ITA)           | 75è                               |
| 215                                                     | Alessio Martinelli (ITA)          | DNF-16                            |
| 216                                                     | Alessandro Pinarello (ITA)        | NP-6                              |
| 217                                                     | Manuele Tarozzi (ITA)             | 91è                               |
| 218                                                     | Enrico Zanoncello (ITA)           | 151è                              |
| Director esportiu: Roberto Reverberi, Alessandro Donati |                                   |                                   |

| XDS Astana Team XAT                               | XDS Astana Team XAT     | XDS Astana Team XAT |
| ------------------------------------------------- | ----------------------- | ------------------- |
| Núm                                               | Ciclista                | Pos                 |
| 221                                               | Diego Ulissi (ITA)      | 21è                 |
| 222                                               | Nicola Conci (ITA)      | 56è                 |
| 223                                               | Lorenzo Fortunato (ITA) | 24è                 |
| 224                                               | Max Kanter (GER)        | 123è                |
| 225                                               | Anton Kuzmin (KAZ)      | 147è                |
| 226                                               | Fausto Masnada (ITA)    | 41è                 |
| 227                                               | Wout Poels (NED)        | 50è                 |
| 228                                               | Cristian Scaroni (ITA)  | 40è                 |
| Director esportiu: Aleksandr Xefer, Mario Manzoni |                         |                     |

| Red Bull-Bora-Hansgrohe RBH                           | Red Bull-Bora-Hansgrohe RBH  | Red Bull-Bora-Hansgrohe RBH |
| ----------------------------------------------------- | ---------------------------- | --------------------------- |
| Núm                                                   | Ciclista                     | Pos                         |
| 1                                                     | Primož Roglič (SLO)          | DNF-16                      |
| 2                                                     | Giovanni Aleotti (ITA)       | 59è                         |
| 3                                                     | Nico Denz (GER)              | 122è                        |
| 4                                                     | Jai Hindley (AUS)            | DNF-6                       |
| 5                                                     | Daniel Martínez Poveda (COL) | 53è                         |
| 6                                                     | Gianni Moscon (ITA)          | 121è                        |
| 7                                                     | Giulio Pellizzari (ITA)      | 6è                          |
| 8                                                     | Jan Tratnik (SLO)            | 83è                         |
| Director esportiu: Christian Pömer, Heinrich Haussler |                              |                             |

| Alpecin-Deceuninck ADC                              | Alpecin-Deceuninck ADC      | Alpecin-Deceuninck ADC |
| --------------------------------------------------- | --------------------------- | ---------------------- |
| Núm                                                 | Ciclista                    | Pos                    |
| 11                                                  | Kaden Groves (AUS)          | 107è                   |
| 12                                                  | Quinten Hermans (BEL)       | 85è                    |
| 13                                                  | Juri Hollmann (GER)         | DNF-6                  |
| 14                                                  | Jimmy Janssens (BEL)        | 118è                   |
| 15                                                  | Timo Kielich (BEL)          | 86è                    |
| 16                                                  | Edward Planckaert (BEL)     | 102è                   |
| 17                                                  | Fabio Van den Bossche (BEL) | 100è                   |
| 18                                                  | Jensen Plowright (AUS)      | 158è                   |
| Director esportiu: Gianni Meersman, Jens Keukeleire |                             |                        |

| Arkéa-B&B Hotels ARK                                | Arkéa-B&B Hotels ARK          | Arkéa-B&B Hotels ARK |
| --------------------------------------------------- | ----------------------------- | -------------------- |
| Núm                                                 | Ciclista                      | Pos                  |
| 21                                                  | Alessandro Verre (ITA)        | 104è                 |
| 22                                                  | Giosuè Epis (ITA)             | 135è                 |
| 23                                                  | Simon Guglielmi (FRA)         | 94è                  |
| 24                                                  | Laurens Huys (BEL)            | 109è                 |
| 25                                                  | Luca Mozzato (ITA)            | 138è                 |
| 26                                                  | Michel Ries (LUX)             | NP-7                 |
| 27                                                  | Embret Svestad-Bårdseng (NOR) | 22è                  |
| 28                                                  | Martin Tjøtta (NOR)           | 49è                  |
| Director esportiu: Arnaud Gérard, Sébastien Hinault |                               |                      |

| Bahrain Victorious TBV                                | Bahrain Victorious TBV              | Bahrain Victorious TBV |
| ----------------------------------------------------- | ----------------------------------- | ---------------------- |
| Núm                                                   | Ciclista                            | Pos                    |
| 31                                                    | Antonio Tiberi (ITA)                | 17è                    |
| 32                                                    | Peio Bilbao López de Armentia (ESP) | 30è                    |
| 33                                                    | Damiano Caruso (ITA)                | 5è                     |
| 34                                                    | Afonso Eulálio (POR)                | DNF-19                 |
| 35                                                    | Matevž Govekar (SLO)                | 142è                   |
| 36                                                    | Fran Miholjević (CRO)               | 113è                   |
| 37                                                    | Andrea Pasqualon (ITA)              | DNF-9                  |
| 38                                                    | Edoardo Zambanini (ITA)             | 27è                    |
| Director esportiu: Gorazd Štangelj, Franco Pellizotti |                                     |                        |

| Cofidis COF                                                    | Cofidis COF                    | Cofidis COF |
| -------------------------------------------------------------- | ------------------------------ | ----------- |
| Núm                                                            | Ciclista                       | Pos         |
| 41                                                             | Milan Fretin (BEL)             | NP-16       |
| 42                                                             | Nicolas Debeaumarché (FRA)     | 140è        |
| 43                                                             | Jonathan Lastra Martínez (ESP) | 65è         |
| 44                                                             | Jan Maas (NED)                 | 139è        |
| 45                                                             | Sylvain Moniquet (BEL)         | 71è         |
| 46                                                             | Stefano Oldani (ITA)           | 67è         |
| 47                                                             | Anthony Perez (FRA)            | 124è        |
| 48                                                             | Sergio Samitier (ESP)          | 52è         |
| Director esportiu: Roberto Damiani, Gorka Gerrikagoitia Arrien |                                |             |

| Decathlon-AG2R La Mondiale DAT                 | Decathlon-AG2R La Mondiale DAT | Decathlon-AG2R La Mondiale DAT |
| ---------------------------------------------- | ------------------------------ | ------------------------------ |
| Núm                                            | Ciclista                       | Pos                            |
| 51                                             | Sam Bennett (IRL)              | 145è                           |
| 52                                             | Geoffrey Bouchard (FRA)        | DNF-1                          |
| 53                                             | Dries De Bondt (BEL)           | 128è                           |
| 54                                             | Stan Dewulf (BEL)              | 111è                           |
| 55                                             | Dorian Godon (FRA)             | 84è                            |
| 56                                             | Tord Gudmestad (NOR)           | 134è                           |
| 57                                             | Nicolas Prodhomme (FRA)        | 15è                            |
| 58                                             | Andrea Vendrame (ITA)          | 35è                            |
| Director esportiu: Luke Roberts, Didier Jannel |                                |                                |

| EF Education-EasyPost EFE                                  | EF Education-EasyPost EFE        | EF Education-EasyPost EFE |
| ---------------------------------------------------------- | -------------------------------- | ------------------------- |
| Núm                                                        | Ciclista                         | Pos                       |
| 61                                                         | Richard Carapaz Montenegro (ECU) | 3r                        |
| 62                                                         | Kasper Asgreen (DEN)             | 115è                      |
| 63                                                         | Alexander Cepeda (ECU)           | 51è                       |
| 64                                                         | Owain Doull (GBR)                | 110è                      |
| 65                                                         | Mikkel Frølich Honoré (DEN)      | 79è                       |
| 66                                                         | Darren Rafferty (IRL) (ruta)     | 87è                       |
| 67                                                         | James Shaw (GBR)                 | 76è                       |
| 68                                                         | Georg Steinhauser (GER)          | 74è                       |
| Director esportiu: Matti Breschel, Juan Manuel Gárate Cepa |                                  |                           |

| Groupama-FDJ GFC                                     | Groupama-FDJ GFC           | Groupama-FDJ GFC |
| ---------------------------------------------------- | -------------------------- | ---------------- |
| Núm                                                  | Ciclista                   | Pos              |
| 71                                                   | David Gaudu (FRA)          | 66è              |
| 72                                                   | Sven Erik Bystrøm (NOR)    | 130è             |
| 73                                                   | Clément Davy (FRA)         | 137è             |
| 74                                                   | Kevin Geniets (LUX) (ruta) | 33è              |
| 75                                                   | Lorenzo Germani (ITA)      | 63è              |
| 76                                                   | Quentin Pacher (FRA)       | 64è              |
| 77                                                   | Enzo Paleni (FRA)          | 112è             |
| 78                                                   | Rémy Rochas (FRA)          | 39è              |
| Director esportiu: Thierry Bricaud, Stéphane Goubert |                            |                  |

| Ineos Grenadiers IGD                                | Ineos Grenadiers IGD                   | Ineos Grenadiers IGD |
| --------------------------------------------------- | -------------------------------------- | -------------------- |
| Núm                                                 | Ciclista                               | Pos                  |
| 81                                                  | Egan Bernal Gómez (COL) (ruta i crono) | 7è                   |
| 82                                                  | Thymen Arensman (NED)                  | 29è                  |
| 83                                                  | Jonathan Castroviejo Nicolás (ESP)     | 61è                  |
| 84                                                  | Lucas Hamilton (AUS)                   | 103è                 |
| 85                                                  | Kim Heiduk (GER)                       | 114è                 |
| 86                                                  | Brandon Rivera (COL)                   | NP-14                |
| 87                                                  | Joshua Tarling (GBR) (crono)           | DNF-16               |
| 88                                                  | Ben Turner (GBR)                       | 120è                 |
| Director esportiu: Zakkari Dempster, Leonardo Basso |                                        |                      |

| Intermarché-Wanty IWA                           | Intermarché-Wanty IWA    | Intermarché-Wanty IWA |
| ----------------------------------------------- | ------------------------ | --------------------- |
| Núm                                             | Ciclista                 | Pos                   |
| 91                                              | Louis Meintjes (RSA)     | 18è                   |
| 92                                              | Francesco Busatto (ITA)  | 99è                   |
| 93                                              | Kevin Colleoni (ITA)     | 108è                  |
| 94                                              | Simone Petilli (ITA)     | 60è                   |
| 95                                              | Dion Smith (NZL)         | DNF-6                 |
| 96                                              | Gerben Thijssen (BEL)    | 157è                  |
| 97                                              | Taco van der Hoorn (NED) | 155è                  |
| 98                                              | Gijs Van Hoecke (BEL)    | 153è                  |
| Director esportiu: Dimitri Claeys, Bart Wellens |                          |                       |

| Israel-Premier Tech IPT                                 | Israel-Premier Tech IPT | Israel-Premier Tech IPT |
| ------------------------------------------------------- | ----------------------- | ----------------------- |
| Núm                                                     | Ciclista                | Pos                     |
| 101                                                     | Derek Gee (CAN)         | 4t                      |
| 102                                                     | Simon Clarke (AUS)      | 117è                    |
| 103                                                     | Marco Frigo (ITA)       | 28è                     |
| 104                                                     | Jakob Fuglsang (DEN)    | 81è                     |
| 105                                                     | Jan Hirt (CZE)          | NP-7                    |
| 106                                                     | Hugo Houle (CAN)        | 62è                     |
| 107                                                     | Nick Schultz (AUS)      | 106è                    |
| 109                                                     | Corbin Strong (NZL)     | 96è                     |
| Director esportiu: Sam Bewley, Jonathan Patrick McCarty |                         |                         |

| Lidl-Trek LTK                                                  | Lidl-Trek LTK                   | Lidl-Trek LTK |
| -------------------------------------------------------------- | ------------------------------- | ------------- |
| Núm                                                            | Ciclista                        | Pos           |
| 111                                                            | Giulio Ciccone (ITA)            | NP-15         |
| 112                                                            | Daan Hoole (NED) (crono)        | 119è          |
| 113                                                            | Patrick Konrad (AUT)            | 73è           |
| 114                                                            | Søren Kragh Andersen (DEN)      | NP-5          |
| 115                                                            | Jacopo Mosca (ITA)              | 126è          |
| 116                                                            | Mads Pedersen (DEN)             | 90è           |
| 117                                                            | Mathias Vacek (CZE) (crono)     | 57è           |
| 118                                                            | Carlos Verona Quintanilla (ESP) | 54è           |
| Director esportiu: Kim Andersen, Maxime Monfort, Michael Schär |                                 |               |

| Movistar Team MOV                      | Movistar Team MOV                   | Movistar Team MOV |
| -------------------------------------- | ----------------------------------- | ----------------- |
| Núm                                    | Ciclista                            | Pos               |
| 121                                    | Nairo Quintana Rojas (COL)          | 25è               |
| 122                                    | Orluis Aular Sanabria (VEN) (crono) | 101è              |
| 123                                    | Jon Barrenetxea (ESP)               | 92è               |
| 124                                    | Jefferson Cepeda (ECU) (crono)      | 34è               |
| 125                                    | Davide Formolo (ITA)                | 45è               |
| 126                                    | Lorenzo Milesi (ITA)                | 88è               |
| 127                                    | Einer Rubio (COL)                   | 8è                |
| 128                                    | Albert Torres Barceló (ESP)         | 127è              |
| Director esportiu: Maximilian Sciandri |                                     |                   |

| Q36.5 Pro Cycling Team Q36                        | Q36.5 Pro Cycling Team Q36  | Q36.5 Pro Cycling Team Q36 |
| ------------------------------------------------- | --------------------------- | -------------------------- |
| Núm                                               | Ciclista                    | Pos                        |
| 131                                               | Thomas Pidcock (GBR)        | 16è                        |
| 132                                               | Xabier Mikel Azparren (ESP) | 125è                       |
| 133                                               | Mark Donovan (GBR)          | 55è                        |
| 134                                               | Damien Howson (AUS)         | 46è                        |
| 135                                               | Emīls Liepiņš (LAT) (ruta)  | 131è                       |
| 136                                               | Matteo Moschetti (ITA)      | 152è                       |
| 137                                               | Milan Vader (NED)           | 80è                        |
| 138                                               | Nickolas Zukowsky (CAN)     | DNF-4                      |
| Director esportiu: Gabriele Missaglia, Jens Zemke |                             |                            |

| Soudal Quick-Step SOQ                              | Soudal Quick-Step SOQ     | Soudal Quick-Step SOQ |
| -------------------------------------------------- | ------------------------- | --------------------- |
| Núm                                                | Ciclista                  | Pos                   |
| 141                                                | Mikel Landa Meana (ESP)   | DNF-1                 |
| 142                                                | Mattia Cattaneo (ITA)     | 44è                   |
| 143                                                | Josef Černý (CZE)         | 132è                  |
| 144                                                | Gianmarco Garofoli (ITA)  | 31è                   |
| 145                                                | Ethan Hayter (GBR) (ruta) | 136è                  |
| 146                                                | James Knox (GBR)          | 19è                   |
| 147                                                | Luke Lamperti (USA)       | 146è                  |
| 148                                                | Paul Magnier (FRA)        | NP-16                 |
| Director esportiu: Davide Bramati, Geert Van Bondt |                           |                       |

| Team Jayco AlUla JAY                              | Team Jayco AlUla JAY      | Team Jayco AlUla JAY |
| ------------------------------------------------- | ------------------------- | -------------------- |
| Núm                                               | Ciclista                  | Pos                  |
| 151                                               | Chris Harper (AUS)        | 23è                  |
| 152                                               | Koen Bouwman (NED)        | NP-9                 |
| 153                                               | Davide De Pretto (ITA)    | 77è                  |
| 154                                               | Paul Double (GBR)         | 98è                  |
| 155                                               | Felix Engelhardt (GER)    | 82è                  |
| 156                                               | Michael Hepburn (AUS)     | 143è                 |
| 157                                               | Lucas Plapp (AUS) (crono) | DNF-17               |
| 158                                               | Filippo Zana (ITA)        | 58è                  |
| Director esportiu: David McPartland, Valerio Piva |                           |                      |

| Team Picnic-PostNL TPP                                   | Team Picnic-PostNL TPP    | Team Picnic-PostNL TPP |
| -------------------------------------------------------- | ------------------------- | ---------------------- |
| Núm                                                      | Ciclista                  | Pos                    |
| 161                                                      | Romain Bardet (FRA)       | 26è                    |
| 162                                                      | Alexander Edmondson (AUS) | 148è                   |
| 163                                                      | Chris Hamilton (AUS)      | 47è                    |
| 164                                                      | Gijs Leemreize (NED)      | 43è                    |
| 165                                                      | Niklas Märkl (GER)        | 156è                   |
| 166                                                      | Max Poole (GBR)           | 11è                    |
| 167                                                      | Casper van Uden (NED)     | 150è                   |
| 168                                                      | Bram Welten (NED)         | DNF-7                  |
| Director esportiu: Matthew Winston, Christian Guiberteau |                           |                        |

| Team Polti VisitMalta PTV                                    | Team Polti VisitMalta PTV   | Team Polti VisitMalta PTV |
| ------------------------------------------------------------ | --------------------------- | ------------------------- |
| Núm                                                          | Ciclista                    | Pos                       |
| 171                                                          | Davide Piganzoli (ITA)      | 14è                       |
| 172                                                          | Davide Bais (ITA)           | 97è                       |
| 173                                                          | Mattia Bais (ITA)           | 69è                       |
| 174                                                          | Giovanni Lonardi (ITA)      | 129è                      |
| 175                                                          | Mirco Maestri (ITA)         | 93è                       |
| 176                                                          | Francisco Muñoz Llana (ESP) | 144è                      |
| 177                                                          | Andrea Pietrobon (ITA)      | 141è                      |
| 178                                                          | Alessandro Tonelli (ITA)    | 48è                       |
| Director esportiu: Stefano Zanatta, Jesús Hernández Blázquez |                             |                           |

| Team Visma \| Lease a Bike TVL                           | Team Visma \| Lease a Bike TVL | Team Visma \| Lease a Bike TVL |
| -------------------------------------------------------- | ------------------------------ | ------------------------------ |
| Núm                                                      | Ciclista                       | Pos                            |
| 181                                                      | Wout van Aert (BEL)            | 72è                            |
| 182                                                      | Edoardo Affini (ITA) (crono)   | 133è                           |
| 183                                                      | Wilco Kelderman (NED)          | 37è                            |
| 184                                                      | Olav Kooij (NED)               | 149è                           |
| 185                                                      | Steven Kruijswijk (NED)        | 38è                            |
| 186                                                      | Bart Lemmen (NED)              | 42è                            |
| 187                                                      | Dylan van Baarle (NED)         | 95è                            |
| 188                                                      | Simon Yates (GBR)              | 1r                             |
| Director esportiu: Marc Reef, Addy Engels, Jesper Mørkøv |                                |                                |

| Tudor Pro Cycling Team TUD                       | Tudor Pro Cycling Team TUD | Tudor Pro Cycling Team TUD |
| ------------------------------------------------ | -------------------------- | -------------------------- |
| Núm                                              | Ciclista                   | Pos                        |
| 191                                              | Michael Storer (AUS)       | 10è                        |
| 192                                              | Marco Brenner (GER) (ruta) | DNF-19                     |
| 193                                              | Alexander Krieger (GER)    | 159è                       |
| 194                                              | Rick Pluimers (NED)        | 105è                       |
| 195                                              | Florian Stork (GER)        | 20è                        |
| 196                                              | Yannis Voisard (SUI)       | 32è                        |
| 197                                              | Lawrence Warbasse (USA)    | 68è                        |
| 198                                              | Maikel Zijlaard (NED)      | 154è                       |
| Director esportiu: Matteo Tosatto, Claudio Cozzi |                            |                            |

| UAE Team Emirates XRG UAD                      | UAE Team Emirates XRG UAD     | UAE Team Emirates XRG UAD |
| ---------------------------------------------- | ----------------------------- | ------------------------- |
| Núm                                            | Ciclista                      | Pos                       |
| 201                                            | Juan Ayuso Pesquera (ESP)     | DNF-18                    |
| 202                                            | Igor Arrieta (ESP)            | 36è                       |
| 203                                            | Filippo Baroncini (ITA)       | 78è                       |
| 204                                            | Isaac del Toro (MEX)          | 2n                        |
| 205                                            | Rafał Majka (POL)             | 13è                       |
| 206                                            | Brandon McNulty (USA) (crono) | 9è                        |
| 207                                            | Jay Vine (AUS)                | DNF-17                    |
| 208                                            | Adam Yates (GBR)              | 12è                       |
| Director esportiu: Fabio Baldato, Manuele Mori |                               |                           |

| VF Group-Bardiani CSF-Faizanè VBF                       | VF Group-Bardiani CSF-Faizanè VBF | VF Group-Bardiani CSF-Faizanè VBF |
| ------------------------------------------------------- | --------------------------------- | --------------------------------- |
| Núm                                                     | Ciclista                          | Pos                               |
| 211                                                     | Filippo Fiorelli (ITA)            | 89è                               |
| 212                                                     | Luca Covili (ITA)                 | 70è                               |
| 213                                                     | Filippo Magli (ITA)               | 116è                              |
| 214                                                     | Martin Marcellusi (ITA)           | 75è                               |
| 215                                                     | Alessio Martinelli (ITA)          | DNF-16                            |
| 216                                                     | Alessandro Pinarello (ITA)        | NP-6                              |
| 217                                                     | Manuele Tarozzi (ITA)             | 91è                               |
| 218                                                     | Enrico Zanoncello (ITA)           | 151è                              |
| Director esportiu: Roberto Reverberi, Alessandro Donati |                                   |                                   |

| XDS Astana Team XAT                               | XDS Astana Team XAT     | XDS Astana Team XAT |
| ------------------------------------------------- | ----------------------- | ------------------- |
| Núm                                               | Ciclista                | Pos                 |
| 221                                               | Diego Ulissi (ITA)      | 21è                 |
| 222                                               | Nicola Conci (ITA)      | 56è                 |
| 223                                               | Lorenzo Fortunato (ITA) | 24è                 |
| 224                                               | Max Kanter (GER)        | 123è                |
| 225                                               | Anton Kuzmin (KAZ)      | 147è                |
| 226                                               | Fausto Masnada (ITA)    | 41è                 |
| 227                                               | Wout Poels (NED)        | 50è                 |
| 228                                               | Cristian Scaroni (ITA)  | 40è                 |
| Director esportiu: Aleksandr Xefer, Mario Manzoni |                         |                     |